# Pullman Company
Pour les articles homonymes, voir Pullman.

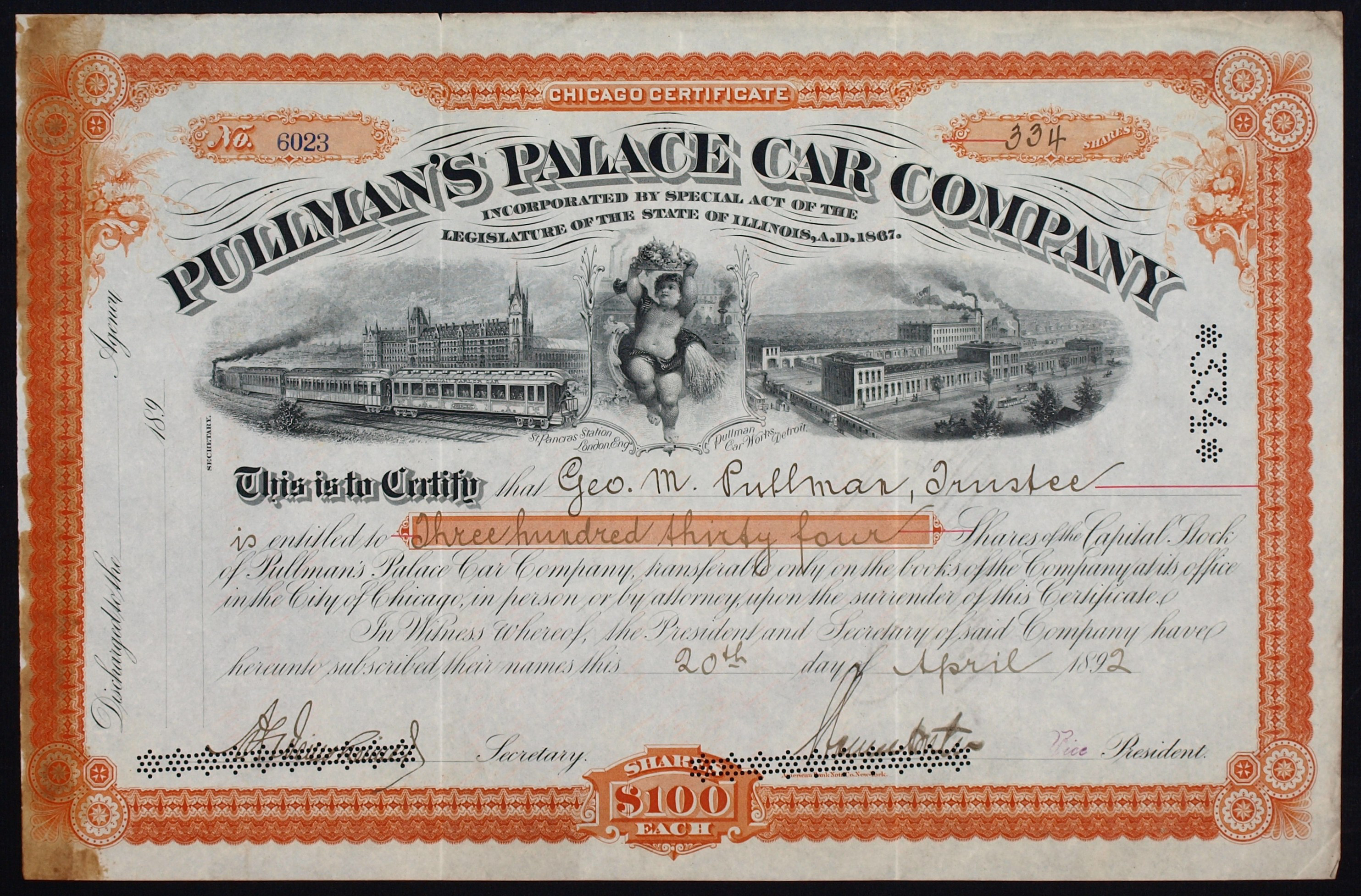
Action de la Pullman's Palace Car Company en date du 20 avril 1892, signature de George Pullman.

La Pullman's Palace Car Company, est une société américaine, fondée le 22 février 1867 par George Pullman à Chicago, qui construisit des Voitures de chemin de fer jusque dans les dernières décennies du XXe siècle. 
Pullman inventa le concept des wagons-lits qui portèrent son nom jusque dans les années 1980. La société fut plusieurs fois réorganisée et rebaptisée, en 1900, elle devient la The Pullman Co., en 1924, la  Pullman Car & Manufacturing Co. et enfin, en 1934, la Pullman-Standard Car Manufacturing Company, jusqu'en 1982.

## Grève de Pullman
En 1894 se produit la célèbre grève de Pullman (Chicago), où tout appartenait à George Pullman — usines, habitations des employés et commerces. Les employés étaient tenus de faire leurs achats dans les commerces de Pullman et leur loyer était déduit de leur feuille de paye. L'American Railway Union (ARU), dirigée par Eugene Debs, gagne rapidement une popularité considérable dans la compagnie.et donne en mai 1894 pour consigne à ses sympathisants de boycotter les wagons Pullman, après le refus de l'organisation patronale General Managers Association (GMA) de renégocier les conditions de travail des ouvriers. Les aiguilleurs qui respectèrent cette consigne furent aussitôt renvoyés. La grève s'étendit néanmoins à d'autres usines, notamment dans le Kentucky. En juin, 260 000 cheminots participent au boycott des wagons Pullman. La GMA entreprend de recruter des briseurs de grève et fait appel à la milice de l'Illinois. Des dirigeants syndicaux sont arrêtés.
Le gouvernement de Grover Cleveland autorise les compagnies de chemin de fer à lever leurs propres milices privées. Le 6 juillet, un responsable de l'Illinois Central Railroad abat de sang froid deux grévistes. En réaction, des centaines de wagons sont incendiés par les grévistes ; les milices ouvrirent le feu sur ces derniers, faisant 13 morts et 53 blessés. Les autorités interdirent aux dirigeants de l'ARU d'envoyer des télégrammes, de s'exprimer en public et de participer à des rassemblements. Le 10 juillet, quatre syndicalistes dont Eugene Debs sont inculpés d'association de malfaiteurs pour l'envoi de télégrammes. Les arrestations de syndicalistes, la répression exercée par la milice et les divisions internes du mouvement syndical ont finalement raison de la grève.

## Fondation de la Pullman Palace Company à Montréal
En 1889, la Pullman Palace Company s’installe à Montréal, dans le quartier Petite-Bourgogne.  
Elle engage principalement des membres des communautés noires comme porteurs dans les trains.